# Новые Ясневичи
Но́вые Ясне́вичи (белор. Навыя Ясневiчы) — хутор в Поставском районе Витебской области Белоруссии. Входит в состав Дуниловичского сельсовета.

## География
Деревня расположена в 35 км от города Поставы.

## История
В начале ХХ столетия — деревня в Дуниловичской волости Вилейского уезда Виленской губернии.
В 1905 году — фольварок Ясеневичи принадлежал Набельской (56 жителей, 278 десятин земли) и имение Ясеневичи или Свидно принадлежал Янишевскому (12 жителей, 24 десятины земли).
В результате советско-польской войны 1919—1921 гг. деревня оказалась в составе Срединной Литвы.
С 1922 года — в составе Дуниловичской гмины Дуниловичского повета Виленского воеводства Польши (II Речь Посполитая).
В 1923 году — фольварок Ясеневичи Новые (3 двора, 36 жителей) и фольварок Ясеневичи Старые (3 двора, 35 жителей).
В сентябре 1939 года деревня была присоединена к БССР силами Белорусского фронта РККА.
С 12 октября 1940 года — в Дуниловичском сельсовете Дуниловичского района Вилейской области БССР.
С 20.01.1960 года — в Глубокском районе.
С 25.12.1962 года — в Поставском районе.
В 1963 году — 4 двора, интернат для инвалидов.
В 2001 году — 4 двора, 202 жителя вместе с жителями интерната, колхоз «XXV партсъезд».